# Дюанка
Дюа́нка — село в Ванинском районе Хабаровского края. Входит в состав Даттинского сельского поселения. Находится на берегу бухты Дюанка (которая является частью более крупной бухты Силантьева), в которую впадает реки Большая и Малая Дюанка. На территории села находится одноимённая железнодорожная станция. С 2007 года село официально считается нежилым и используется для отдыха и под дачные участки. Однако на территории постоянно проживает 7 человек.

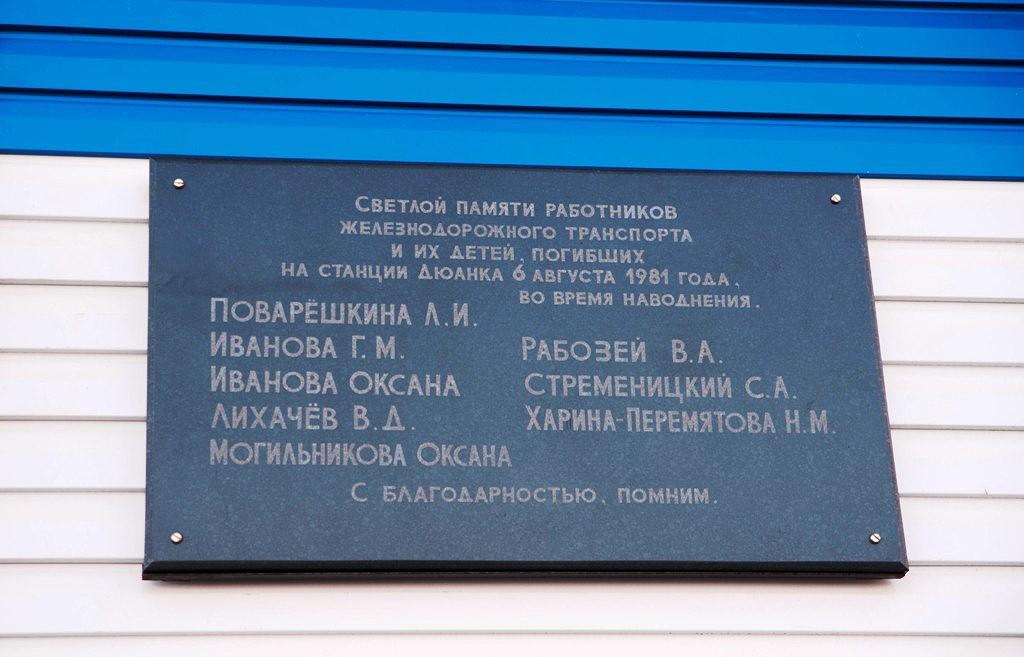
Памятная доска на станционном домике

Станция построена и работает с середины 40-х годов двадцатого века.
Ночью 6 августа 1981 года регион накрыл тайфун "Филлис", в горах Сихотэ-Алиня прошёл сильнейший ливень, что вызвало очень быстрый подъём воды в реке Большая Дюанка и станция была полностью уничтожена стихией, размыто железнодорожное полотно, прервано движение. Погибли 8 человек, включая двух детей. Дежурный по станции успел передать о катастрофе и заблокировать движение составов, но покинуть станцию уже не успел. После этого события станцию не восстанавливали в полном объёме, работал ж/д разъезд, а село постепенно стало приходить в упадок. Реконструкция станции была проведена только в 2009 году, в связи с постройкой в порту Ванино угольного терминала и резком увеличении грузовых перевозок. Стихия полностью изменила русло реки, вынесла в бухту Силантьева много грунта — она стала очень мелкая. Также в бухте и по сей день притоплено много вынесенных рекой деревьев.

## Население
| 2002 | 2010 | 2011 | 2012 | 2021 |
| ---- | ---- | ---- | ---- | ---- |
| 4    | ↗7   | →7   | →7   | ↘3   |